# Tiếng Tuva

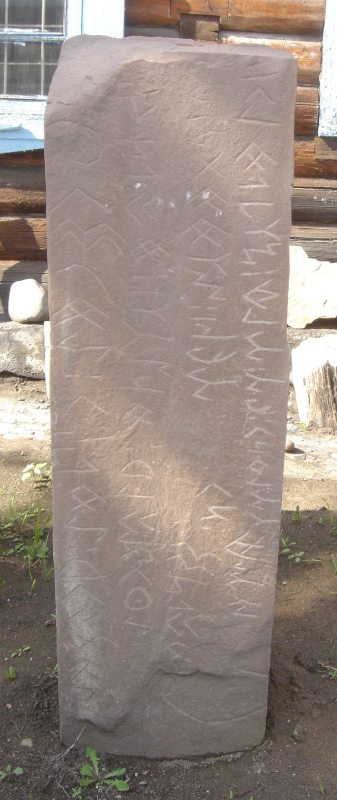
Một bản khắc tại Kyzyl sử dụng một loại chữ Turk

Tiếng Tuva (тыва дыл, tıwa dıl; /tʰɯʋa tɯl/), cũng được gọi là Tyva hay Tuvi, là một ngôn ngữ Turk được nói tại Cộng hòa Tuva ở miền nam Xibia, Nga. Ngôn ngữ này đã vay mượn một lượng đáng kể từ vựng từ tiếng Mông Cổ, tiếng Tạng và (gần đây hơn) tiếng Nga. Có những nhóm người Tuva nhỏ với các phương ngữ riêng biệt cư ngụ tại Cộng hòa Nhân dân Trung Hoa và Mông Cổ.

## Chữ viết

### Chữ Kirin
Bảng chữ cái Tuva hiện tại là phiên bản sửa đổi của bảng chữ cái Nga, với ba chữ bổ sung: Ңң (ng), Өө (ö) và Үү (ü).
| А а | Б б | В в | Г г | Д д | Е е | Ё ё | Ж ж |
| З з | И и | Й й | К к | Л л | М м | Н н | Ң ң |
| О о | Ө ө | П п | Р р | С с | Т т | У у | Ү ү |
| Ф ф | Х х | Ц ц | Ч ч | Ш ш | Щ щ | Ъ ъ | Ы ы |
| Ь ь | Э э | Ю ю | Я я |     |     |     |     |